# Хабарова, Наталья Евгеньевна
Наталья Евгеньевна Хабарова (1936—2013) — советский геолог, первооткрыватель золоторудных месторождений, Герой Социалистического Труда (1981).

## Биография
Родилась 24 марта 1936 года в селе Бачаты Беловского района Западно-Сибирского края (сейчас это — Кемеровская область).
В 1938 году был репрессирован отец. Мать, сельская учительница, одна воспитывала четверых детей.
Окончила семилетку и поступила в горный техникум, в возрасте 15 лет работала на практике помощником бурильщика, окончила техникум в 1955 году.
В 1960 году — окончила геологоразведочный факультет Томского политехнического института.
С 1960 по 1986 год — работала в геологических организациях объединения «Севвостгеология», пройдя путь от младшего техника-геолога до начальника партии. В дальнейшем работала главным геологом в Шмидтовской геологоразведочной экспедиции.
При её непосредственном участии и руководстве открыты месторождения россыпного золота.
К 1981 году лично открыла два месторождения золота и около трёхсот в группе.
Указом Президиума Верховного Совета СССР от 10 марта 1981 года за выдающиеся производственные достижения, досрочное выполнение заданий десятой пятилетки и социалистических обязательств, проявленную трудовую доблесть Хабаровой Наталье Евгеньевне присвоено звание Героя Социалистического Труда с вручением ордена Ленина и золотой медали «Серп и Молот».
Последние два с половиной года перед отъездом с Севера работала начальником Ягоднинской геологоразведочной экспедиции в Ягоднинском районе Магаданской области.
В 1986 году — вышла на пенсию.
Умерла 21 октября 2013 года в Кемерово, куда переехала незадолго до смерти.

## Семья
Муж (с 1981 года) — Владимир Григорьевич Эрвайс, режиссёр-документалист и писатель.

## Награды
- Герой Социалистического Труда (1981)
- Орден Ленина (1981)
- Орден Трудового Красного Знамени (1974)
- Звание «Первооткрыватель месторождения»
- медали